# Wilhelm Peter Hansen
Wilhelm Peter Hansen (* 3. April 1870 in Windbergen; † 27. Oktober 1946 in Jena) war ein deutscher Politiker und Diplomat.

## Leben
Als Sohn eines Flensburger Stadtverordneten geboren, studierte Hansen nach dem Besuch des Königlichen Gymnasiums in Flensburg Rechtswissenschaften in München, Berlin und Kiel. Nachdem er als Schüler Mitglied des Flensburger Primanervereins geworden war, wurde er in Kiel während seines Studiums 1890 Mitglied der Burschenschaft der Krusenrotter. Ab 1904 war er Geheimer Sekretariatsassistent in der Geheimen Kalkulatur der Kolonialabteilung des Auswärtigen Amtes. 1907 wurde er Geheimer Regierungsrat, Erster Referent und Stellvertreter des Gouverneurs von Kamerun, zuerst von Theodor Seitz, dann von Otto Gleim. An 1910 war er eines der neun amtlichen Mitglieder des Gouverneursrates von Kamerun. Nach Streit mit dem ab 1912 regierenden Gouverneur Karl Ebermaier wurde er nach Berlin zurückberufen und war ab 1913 im Reichskolonialamt als Geheimer expedierender Sekretär und Kalkulator im Geheimen Sekretariat und der Geheimer Kalkulatur tätig. 1917 wurde er Geheimer Rechnungsrat im Rechnungshof des Deutschen Reiches. 1921 wurde er Chilenischer Konsul in Lübeck und arbeitete später als Amtsgerichtsrat in Jena-Löbstedt und Schriftsteller. 1937 trat er in die NSDAP ein und war von 1939 bis 1945 Stabsintendant beim Heeresverpflegungsamt.
Im Enteignungsfall zur Umgestaltung Doualas, der zum Prozess gegen Rudolf Manga Bell führte, ergriff Hansen im Unterschied zu anderen Kolonialbeamten Partei für die Duala und versuchte das Enteignungsverfahren – das er nicht verhindern konnte – zumindest zu verzögern. Dies verschaffte dem Volk der Duala Zeit, um ihren Protest zu organisieren.